# Desire Walks On
Desire Walks On — одиннадцатый студийный альбом группы Heart, выпущенный 16 ноября 1993 года звукозаписывающим лейблом Capitol Records. Четыре песни из альбома были выпущены в качестве синглов: «Will You Be There (In the Morning)», достигшая 39-й позиции в чарте Billboard Hot 100 и 15-го места в чарте Adult Contemporary, «Black on Black II», поднявшаяся на 4-ю позицию в Mainstream Rock, так и не попавший в чарты «Back to Avalon» и кавер-версия песни Донны Саммер «The Woman in Me», занявшая 24-ю позицию в Adult Contemporary.
Сам же альбом достиг 48-й позиции в чарте Billboard 200.

## Список композиций
| №   | Название                                                                    | Автор(ы)                                               | Длительность |
| --- | --------------------------------------------------------------------------- | ------------------------------------------------------ | ------------ |
| 1.  | «Desire»                                                                    |                                                        | 0:16         |
| 2.  | «Black on Black II»                                                         | Энн Уилсон, Нэнси Уилсон, Лиза Далбелло                | 3:50         |
| 3.  | «Back to Avalon»                                                            | Энн Уилсон, Нэнси Уилсон, Кит Хэйн                     | 3:40         |
| 4.  | «The Woman in Me»                                                           | Майкл Кларк, Джон Беттис                               | 3:58         |
| 5.  | «Rage»                                                                      | Энн Уилсон, Нэнси Уилсон, Сью Эннис                    | 4:02         |
| 6.  | «In Walks the Night»                                                        | Энн Уилсон, Нэнси Уилсон, Дэниел О’Брайен, Тина Харрис | 5:58         |
| 7.  | «My Crazy Head»                                                             | Энн Уилсон, Нэнси Уилсон, Сью Эннис                    | 4:27         |
| 8.  | «Ring Them Bells» (исполнено Heart вместе с Лейном Стейли (Alice in Chains) | Боб Дилан                                              | 3:48         |
| 9.  | «Will You Be There (In the Morning)»                                        | Роберт Джон «Матт» Ланг                                | 4:27         |
| 10. | «Voodoo Doll»                                                               | Энн Уилсон, Нэнси Уилсон, Эми Скай, Джон Кэпек         | 4:51         |
| 11. | «Anything Is Possible»                                                      | Энн Уилсон, Нэнси Уилсон, Лиза Далбелло                | 5:05         |
| 12. | «Avalon (Reprise)»                                                          | Энн Уилсон, Нэнси Уилсон, Кит Хэйн                     | 0:34         |
| 13. | «Desire Walks On»                                                           | Энн Уилсон, Нэнси Уилсон, Сью Эннис                    | 5:02         |

| №   | Название                     | Автор(ы)                 | Длительность |
| --- | ---------------------------- | ------------------------ | ------------ |
| 14. | «La Mujer Que Hay en Mi»     | Майкл Кларк, Джон Беттис | 4:02         |
| 15. | «Te Quedaras (En La Mañana)» | Роберт Ланг              | 4:40         |

## Участники записи
Список составлен по сведениям базы данных Discogs.
Heart:
- Энн Уилсон — ведущий вокал
- Нэнси Уилсон — акустическая гитара, электрогитара, ведущий вокал, бэк-вокал
- Говард Лизи[англ.] — бас-гитара, акустическая гитара, бас-гитара (в песне 4), бэк-вокал
- Денни Кармасси — барабаны, перкуссия

| Приглашённые музыканты: - Шуйлер Дил — бас-гитара - Джон Пёрделл — клавишные, бэк-вокал - Лиза Далбелло — бэк-вокал (в песнях «Black on Black II» и «Anything Is Possible») - Дуэйн Бэрон — бэк-вокал - Лейн Стейли — вокал (в песне 8) - струнная секция: - Элла Мари Грей — скрипка - Уолтер Грей — виолончель - Тимоти Хейл — альт - Саймон Джеймс — скрипка - Коул Чанс Штайхен — колокольчик (в песне 8) | Технический персонал: - Джон Пёрделл — музыкальный продюсер, инженер микширования - Дуэйн Баррон — музыкальный продюсер, звукорежиссёр, инженер микширования - Дон Гриерсон — исполнительный продюсер - Мик Гузауски — инженер микширования (в песнях 1-8, 10-13) - Майк Шипли — инженер микширования (в песне 9) - Эд Брукс — ассистент звукорежиссёра - Грегор Висконти — ассистент звукорежиссёра - Том МакГерк — ассистент звукорежиссёра - Тодд Лемкул — ассистент звукорежиссёра - Джордж Марино — мастеринг-инженер - Томми Стил — арт-директор - Джефф Фей — дизайнер - Скотт Морган — фотограф |

## Позиции в хит-парадах и коммерческие показатели
| Год       | Хит-парад                           | Высшая позиция | Пребывание |
| --------- | ----------------------------------- | -------------- | ---------- |
| 1993—1994 | Австралия (Kent Music Report)       | 55             | нет данных |
| 1993—1994 | Великобритания (UK Albums Chart)    | 32             | 2 недели   |
| 1993—1994 | Европа (European Top 100 Albums)    | 61             | нет данных |
| 1993—1994 | Канада (RPM Albums Chart)           | 36             | 14 недель  |
| 1993—1994 | США (Billboard 200)                 | 48             | 17 недель  |
| 1993—1994 | Финляндия (Suomen virallinen lista) | 19             | 7 недель   |
| 1993—1994 | Швейцария (Schweizer Hitparade)     | 46             | 2 недели   |
| 1993—1994 | Швеция (Sverigetopplistan)          | 24             | 4 недели   |
| 1993—1994 | Япония (Oricon)                     | 20             | 5 недель   |

| Регион                                                      | Сертификация | Продажи  |
| ----------------------------------------------------------- | ------------ | -------- |
| Канада (Music Canada)                                       | Золотой      | 50 000^  |
| США (RIAA)                                                  | Золотой      | 500 000^ |
| ^ Данные о тиражах приведены только на основе сертификации. |              |          |